# Кристал (оркестър)
„Кристал“ е български поп и попфолк оркестър.
Създаден е през 1987 г. като поп група, която се счита, че дава началото на жанра попфолк в страната. Негов ръководител е Красимир Христов.

## Дискография

### Студийни албуми

#### Албуми на български
- Върнете се, българи (1991)
- Робиня съм твоя (1993)
- Мили мой (1994)
- Тони Дачева и дует Шанс (1995)
- Оркестър Кристал, Мустафа Чаушев, Тони Дачева (1995)
- Кралица съм аз (1996)
- Всичко е любов (1998)
- Една целувка (1999)
- В новия век (1999)
- Магия (2001)
- На трапеза с орк. Кристал (2001)
- Кючеци (2002)
- На трапеза с орк. Кристал 2 (2002)
- Балканика (2003)
- На трапеза с орк. Кристал 3 (2003)
- Ромски бисери (2004)
- Тик Так (2004)
- Чат-чат (2004)
- Супер кючеци (2005)
- Хит кючеци (2006)

#### Албуми на турски
- Биз икимиз есмерис (2001)
- Рейхан и орк. Кристал (2002)
- Севджан и орк. Кристал (2002)
- Биз шекерис (2003)
- Татлъ къз (2004)
- Кадерим (2005)
- Ал бени (2006)

### Компилации
- Хитовете на Кристал (1997)
- Златните хитове на орк. Кристал (2006)

### Видео албуми
- Орк. Кристал (1991)
- Робиня съм твоя (1992)
- Мили мой (1993)
- Кристал и приятели (1995)
- Всичко е любов (1998)
- На трапеза с орк. Кристал 1 (2001)
- На трапеза с орк. Кристал 2 (2002)
- Биз шекерис (2003)
- На трапеза с орк. Кристал 3 (2003)